# Міграція британців до Іспанії
Міграція британців до Іспанії призвела до того, що Іспанія стала домом для одного з найбільшого у світі населення, яке народилося в Британії, за межами Великої Британії та найбільшого в Європі. Міграція з Великої Британії до Іспанії швидко зросла з кінця 90-х років, і офіційно зареєстрованих британців в Іспанії в 2014 році становило 297 229 (2014).

## Демографія

### Чисельність населення
У 2014 році офіційно зареєстрованих британців в Іспанії становило 236 669 (2014) та 107 326 у 2001 році.
| Вертикальна гістограма іноземного населення британського походження в Іспанії з 1998 до 2017             |
| |
| Населення (1998-2017) Іноземне населення в Іспанії за даними Національного інституту статистики Іспанії. |

### Розподіл населення
Відповідно до даних, зібраних INE, розподіл британців в Іспанії у 2005 році був таким:
| Місцезнаходження         | Населення |
| ------------------------ | --------- |
| Валенсійська громада     | 82,214    |
| Андалусія                | 63,472    |
| Канарські острови        | 24,742    |
| Балеарські острови       | 14,744    |
| Каталонія                | 13,747    |
| Мурсійський регіон       | 9,708     |
| Інше автономні спільноти | 9,564     |
| Мадридська спільнота     | 6,650     |

## Соціальні питання
Дослідження показали, що більшість британського населення в Іспанії погано соціально інтегровані в іспанське суспільство. Наприклад, під час опитування 340 британських мігрантів у провінції Малага було виявлено, що одна третина рідко або ніколи не зустрічала іспанців, крім магазинів та ресторанів, і що 60 відсотків погано говорять іспанською мовою. Було розпочато низку ініціатив з метою покращення інтеграції британських мігрантів у життя Іспанії, включаючи забезпечення мовних курсів. В результаті світової фінансової кризи 2008 року деякі британці в Іспанії, які хотіли повернутися до Великої Британії, не змогли цього зробити через труднощі продажу нерухомості на місцевому ринку житла. Дані, опубліковані в січні 2015 року, показали, що 2973 британських громадян отримали допомогу по безробіттю в Іспанії, яку виплачувала Іспанія. Для того, щоб отримати допомогу по безробіттю в Іспанії, особа повинна бути офіційно безробітною, після сплати внесків по безробіттю, принаймні 360 днів за останні 6 років і бути зареєстрованою в органах зайнятості як безробітна особа. Виплата по безробіттю виплачується мінімум 4 місяці та максимум 24 місяці, виходячи з періоду, який вказала безробітна особа.

## Освіта
В Іспанії розташованні кілька британських міжнародних шкіл. Національна асоціація британських шкіл в Іспанії налічує 52 школи.

## Подальше читання
- O'Reilly, Karen (2000). The British on the Costa Del Sol: Transnational Identities and Local Communities. London: Routledge. ISBN 1-84142-047-6.